# بیورن ژوپه
بیورن ژوپه (انگلیسی: Björn Joppe؛ زادهٔ ۱۳ دسامبر ۱۹۷۸) بازیکن فوتبال اهل آلمان است.
از باشگاه‌هایی که در آن بازی کرده‌است می‌توان به باشگاه فوتبال وی‌اف‌آر آلن، باشگاه فوتبال بوخوم، باشگاه فوتبال یونیون برلین، و باشگاه فوتبال اسنابروک اشاره کرد.